# She's So Unusual
《She's So Unusual》은 미국의 싱어송라이터 신디 로퍼가 1983년 10월 14일에 발매한 데뷔 스튜디오 음반이다. 이 음반은 2014년 30주년을 기념하여 재발매되었으며, 《She's So Unexual: A 30th Anniversary Celebration》이라고 불렸다. 이 재발매에는 이전에 발매된 자료의 데모와 리믹스, 그리고 새로운 커버 아트가 포함되어 있다.
1978년, 로퍼는 밴드 블루 엔젤을 결성했다. 이 밴드는 곧 폴리도르 레코드와 음반 계약을 맺었지만, 그들의 데뷔 음반인 《Blue Angel》은 상업적으로 실패했다. 이 밴드는 매니저를 해고하고 헤어졌는데, 매니저는 로퍼를 8만 달러에 고소했고 그녀를 파산시켰다. 로퍼는 많은 뉴욕 나이트 클럽에서 노래를 불렀고, 그녀의 매니저가 되었고 이후 포트레이트 레코드와 계약을 맺게 된 데이비드 울프의 눈에 띄었다.
〈Girls Just Want to Have Fun〉이 전 세계적으로 히트하고 빌보드 핫 100에서 그녀의 첫 번째 곡이 차트 1위를 차지하면서 6개의 싱글이 발매되었다. 〈Time After Time〉은 그녀의 첫 번째 1위 히트곡이 되었고 전 세계적으로 비슷한 성공을 경험했다. 로퍼는 다음 두 싱글에서도 성공을 거두었고, 〈She Bop〉과 〈All Through the Night〉는 모두 톱 5에 정점을 찍었다. 이로써 로퍼는 한 음반에서 4개의 싱글 탑 5를 기록한 최초의 여성 가수가 되었다. 《She's So Unusual》은 1983년과 1984년 내내 Fun Tour에 의해 홍보되었다.
이 음반은 주로 신스팝과 팝 록의 영향을 받은 많은 곡들과 함께 뉴 웨이브 기반이다. 발매되자마자, 이 음반은 음악 비평가들로부터 긍정적인 평가를 받았고, 그들은 로퍼의 독특한 보컬에 주목했다. 로퍼는 이 음반으로 여러 개의 상을 받았는데, 그중 하나는 27회 그래미 어워드에서 최우수 신인상을 받았다. 그녀는 빌보드 200 차트에서 4위를 차지했고 65주 동안 차트 40위 안에 머물렀다. 이 음반은 미국에서 6백만 장 이상 팔렸고 전 세계적으로 1천 6백만 장 이상이 팔렸다. 이 음반은 현재까지 로퍼의 가장 많이 팔린 음반이자 1980년대 가장 많이 팔린 음반 중 하나가 되었다. 2003년, 《She's So Unusual》은 《롤링 스톤》의 역사상 가장 위대한 음반 500장 목록에서 494위에 올랐고, 그 후 2020년 목록의 리부트에서 184위에 올랐다. 2019년, 이 음반은 "문화적으로, 역사적으로, 또는 미적으로 중요한" 것으로 내셔널 레코딩 레지스트리에서 보존하기 위해 미국 의회도서관에 의해 선정되었다.

## 배경
1978년, 로퍼는 색소폰 연주자 존 투리를 만나 블루 엔젤을 결성했다. 그들은 오리지널 음악의 데모 테이프를 녹음했다. 스티브 마사르스키는 그 테이프를 듣고 로퍼의 목소리를 좋아했다. 그는 블루 엔젤의 계약을 5,000달러에 인수하고 그들의 매니저가 되었다.
로퍼는 솔로 활동을 하자는 제안을 많이 받았지만, 나머지 밴드 멤버를 포함하지 않은 제안은 거절했다. 블루 앤젤은 결국 폴리도르 레코드와 계약을 맺었고 1980년에 레이블에서 자체 타이틀 음반을 발매했다. 긍정적인 비판적 관심에도 불구하고, 이 음반은 상업적으로 실패했다. 블루 엔젤의 멤버들 또한 마사르스키와 사이가 틀어졌고 그를 그들의 매니저로 해고했다. 그는 나중에 그들을 상대로 8만 달러의 소송을 제기했고, 이로 인해 로퍼는 파산하게 되었다.
블루 엔젤이 해체된 후, 로퍼는 소매점에서 일하고 지역 클럽에서 노래를 부르며 시간을 보냈다. 1981년, 뉴욕의 한 술집에서 노래를 부르던 중, 로퍼는 매니저를 맡은 데이비드 울프를 만났다. 그의 도움으로, 로퍼는 1983년 봄에 에픽 레코드의 자회사인 포트레이트 레코드와 계약했고 곧 그녀의 데뷔 음반을 녹음하기 시작했다.

## 커버 아트
《She's So Unusual》의 앞면 커버는 1983년 여름 뉴욕 코니아일랜드에 있는 헨더슨 워크에서 애니 리버비츠에 의해 촬영되었다. 로퍼는 스크리밍 미미에서 일하던 빈티지 의류 매장에서 구입한 빈티지 레드 프롬 스타일의 드레스를 입고 있는 모습이 그려졌다. 촬영 당시 판자 산책로에서 판매상으로부터 구입한 꽃다발을 들고 있는 모습도 포착됐다. 로퍼는 귀, 팔, 목 그리고 오른쪽 발목에 무거운 의상 보석을 가지고 있다. 그녀는 그물 스타킹을 제외하고 맨발이고, 그녀의 빨간 하이힐은 사진 아래쪽에 옆으로 누워서 그녀의 앞에서 벗겨진 것으로 보였다. 커버샷은 밀랍 인형 박물관인 월드 인 밀랍 박물관 앞에서 포착되었다. 박물관이 한동안 문을 닫았고 문을 닫을 당시 푸에르토리코 야구계의 거장 로베르토 클레멘테의 밀랍 조각상이 전시되어 있었다는 것이 로퍼의 뒤에서 보였다. 두 개의 파란색 패널이 있는 문 위의 나무 차양막이 박물관의 이름을 읽었다. 첫 번째 패널은 "The World"라고 읽었고 두 번째 패널은 "In Wax"라고 읽었다. 이 사진은 에어브러쉬로 찍은 사진이다.
이 커버는 1985년 자넷 퍼가 그래미 어워드 최우수 레코딩 패키지상을 수상했다.

## 반응
| 전문가 평가                   | 전문가 평가 |
| 평가 점수                     | 평가 점수   |
| 출처                          | 점수        |
| ----------------------------- | ----------- |
| AllMusic                      | [ 2 ]       |
| Christgau's Record Guide      | A           |
| Classic Pop                   | [ 15 ]      |
| Los Angeles Times             | [ 16 ]      |
| Record Collector              | [ 17 ]      |
| Rolling Stone                 | [ 18 ]      |
| The Rolling Stone Album Guide | [ 19 ]      |
| Slant Magazine                | [ 1 ]       |
| Sounds                        | [ 20 ]      |
| Spin Alternative Record Guide | 9/10        |

《She's So Unusual》은 미국 라디오에서 음반의 첫 싱글의 성공과 MTV에서 뮤직 비디오의 무거운 방송으로 인해 빌보드 200 차트에서 4위로 정점을 찍었다. 이후 몇 주 동안 음반의 판매량은 다음 네 개의 싱글과 로퍼의 월드 투어와 인기 있는 텔레비전과 라디오 프로그램에 출연한 덕분에 안정적으로 유지되었다. 전체적으로 이 음반은 빌보드 200에서 77주 동안 머물렀다. 이 음반은 1984년 가장 많이 팔린 음반 중 하나가 되었다. 적어도 1986년까지 이 음반은 휘트니 휴스턴의 셀프 타이틀 데뷔 음반에 이어 10년 동안 캐나다에서 두 번째로 많이 팔린 음반이었다. 《She's So Unusual》은 미국에서 6백만 장 이상이 팔렸고, 미국 음반 산업 협회에 의해 6배의 플래티넘 인증을 받았다. 이 음반은 전 세계적으로 1,600만 장 이상이 팔렸다.
《She's So Unusual》은 1984년 《빌리지 보이스》의 연례 《패즈 & 잡》 비평가 투표에서 올해의 11번째 베스트 음반으로 뽑혔다. 올뮤직의 회고적 리뷰에서, 음악 평론가 스티븐 토마스 얼와인은 이 음반을 "자신감, 열광적인 팝크래프트, 부끄러워하지 않는 감성, 전복성, 영리한 유머의 기발한 혼합"이라고 불렀다. 《슬랜트 매거진》의 살 친퀘마니는 그것을 "팝 클래식"이라고 불렀다. 《얼터너티브 프레스》는 "몇 가지 좋은 곡"과 CD의 3개의 보너스 트랙으로 이 음반은 확실히 또 다른 청취가 가능하다"고 말했다.

## 곡 목록
| #  | 제목                            | 작사·작곡            | 재생 시간 |
| -- | ------------------------------- | -------------------- | --------- |
| 1. | 〈Money Changes Everything〉    | 톰 그레이            | 5:06      |
| 2. | 〈Girls Just Want to Have Fun〉 | 로버트 해저드        | 3:58      |
| 3. | 〈When You Were Mine〉          | 프린스               | 5:06      |
| 4. | 〈Time After Time〉             | 신디 로퍼, 롭 하이먼 | 4:01      |

| #  | 제목                      | 작사·작곡                                      | 재생 시간 |
| -- | ------------------------- | ---------------------------------------------- | --------- |
| 1. | 〈She Bop〉               | 로퍼, 릭 처토프, 게리 코벳, 스티븐 브링턴 런트 | 3:47      |
| 2. | 〈All Through the Night〉 | 줄스 시어                                      | 4:33      |
| 3. | 〈Witness〉               | 로퍼, 존 투리                                  | 3:40      |
| 4. | 〈I'll Kiss You〉         | 로퍼, 시어                                     | 4:12      |
| 5. | 〈He's So Unusual〉       | 알 셔먼, 알 루이스, 애브너 실버                | 0:45      |
| 6. | 〈Yeah Yeah〉             | 하세 후스, 미카엘 릭포스                       | 3:18      |

## 인증
| 국가                                                  | 인증        | 판매량/출하량 |
| ----------------------------------------------------- | ----------- | ------------- |
| 오스트레일리아 (ARIA)                                 | 플래티넘    | 70,000^       |
| 브라질 (Pro-Música Brasil)                            | 골드        | 250,000       |
| 캐나다 (뮤직 캐나다)                                  | 8× 플래티넘 | 900,000       |
| 프랑스 (SNEP)                                         | 골드        | 100,000*      |
| 독일 (BVMI)                                           | 골드        | 250,000^      |
| 홍콩 (IFPI 홍콩)                                      | 골드        | 10,000*       |
| 일본 (RIAJ)                                           | 골드        | 372,000       |
| 뉴질랜드 (RMNZ)                                       | 플래티넘    | 15,000^       |
| 스위스 (IFPI 스위스)                                  | 플래티넘    | 50,000^       |
| 영국 (BPI)                                            | 골드        | 100,000^      |
| 미국 (RIAA)                                           | 6× 플래티넘 | 6,000,000^    |
| 요약                                                  |             |               |
| 전 세계                                               | —           | 16,000,000    |
| *판매량을 기반으로 한 인증 ^출하량을 기반으로 한 인증 |             |               |